# Pleopeltis fraseri
Pleopeltis fraseri är en stensöteväxtart som först beskrevs av Oskar Kuhn, och fick sitt nu gällande namn av Alan Reid Smith. Pleopeltis fraseri ingår i släktet Pleopeltis och familjen Polypodiaceae. Inga underarter finns listade.